# Betty (film 1992)
Betty è un film del 1992 diretto da Claude Chabrol.
Il soggetto è tratto dal romanzo omonimo del 1960 di Georges Simenon.

## Trama
Una storia di degrado non proveniente da situazioni economiche, ma, al contrario, da una malattia che la trama del film cerca di analizzare presentando situazioni violente e prive di sentimento in un ordine non lineare ma di flash-back che irrompono nel sonno della protagonista, nei suoi stati alterati dall'alcool o da una ricerca di una sessualità sempre fallimentare. Alla scena iniziale, con Betty che esce da un bistrot accompagnata da un avventore lì conosciuto, che si rivelerà un eroinomane inquietante pur se sotto controllo, fa seguito il rapporto violentissimo dove lei è al di sotto delle prostitute regolari. La storia era partita con la cacciata, regolarizzata da un atto notarile che lei sottoscrive in una situazione di completa alterazione psichica, dalla potente famiglia di Lione degli Etamble di cui ella era divenuta parte sposando Guy e dando alla luce due bambine delle quali viene privata con l'obbligo di non rivederle più. Betty perde tutto salvando soltanto un sostegno economico per ripartire con le proprie forze. La situazione da cui riparte è il locale chiamato Le trou, la buca, dove era stata portata dall'avventore eroinomane. Qui è soccorsa da Laure che amorevolmente la accoglie in una stanza accanto alla sua affinché possa riprendere le forze e smaltire la sbornia. La cacciata dalla famiglia lionese era avvenuta dopo che il marito e la suocera, rientrando anticipatamente da teatro per un malessere di lei, la sorprendono a fare sesso con un sassofonista jazz che la stessa Betty aveva abbordato durante una sua esibizione. Mentre Betty si risveglia nella stanza messa a disposizione da Laure,che comunicava attraverso una porta con la sua, sente dei rumori continui di un atto sessuale, sono quelli prodotti da Laure che ha un rapporto intenso con Mario il padrone del locale Le trou. Il fatto che Lure aveva lasciato la porta socchiusa la riporta a una storia violenta vissuta nell'infanzia quando, dietro una porta socchiusa lo zio stava violentando, ai suoi occhi, la minorenne Thérèse. D'altra parte anche quando era arrivato a casa sua il sassofonista, prima del rapporto, Betty ci tiene a chela porta delle camere delle bambine resti socchiusa. La famiglia di Laure, vedova di un medico e professore universitario, appartiene allo stesso ambiente sociale degli Etamble per cui la frequentazione, pur se condivisa con altre grandi famiglie, era la norma. Di fatto Betty, giovane e attraente, porta via l'amante alla vedova, che torna a Lione, nel suo ambiente, e ne muore.